# Municipio de White Hall
El municipio de White Hall (en inglés: White Hall Township) es un municipio ubicado en el condado de Greene en el estado estadounidense de Illinois. En el año 2010 tenía una población de 3040 habitantes y una densidad poblacional de 27,86 personas por km².

## Geografía
El municipio de White Hall se encuentra ubicado en las coordenadas 39°25′22″N 90°23′45″O / 39.42278, -90.39583. Según la Oficina del Censo de los Estados Unidos, el municipio tiene una superficie total de 109.12 km², de la cual 108,88 km² corresponden a tierra firme y (0,22 %) 0,24 km² es agua.

## Demografía
Según el censo de 2010, había 3040 personas residiendo en el municipio de White Hall. La densidad de población era de 27,86 hab./km². De los 3040 habitantes, el municipio de White Hall estaba compuesto por el 95,56 % blancos, el 3,39 % eran afroamericanos, el 0,26 % eran amerindios, el 0,13 % eran asiáticos, el 0,2 % eran de otras razas y el 0,46 % eran de una mezcla de razas. Del total de la población el 0,92 % eran hispanos o latinos de cualquier raza.